# Хайя Рашид аль-Халіфа
Шейха (принцеса) Хайя Рашид аль-Халіфа (араб. هيا راشد آل خليف;
18 жовтня 1952) — бахрейнський юрист і дипломат.

## Життєпис
Народилася 18 жовтня 1952 року у Бахрейні. Принцеса Хайя Рашид Аль-Халіфа є членом королівської сім'ї Бахрейну. Вона — праправнучка правителя Бахрейну Іси ібн Алі Аль-Халіфи (троюрідна тітка короля Хамада).
У 1974 році закінчила Університет Кувейту, де отримала ступень бакалавра права.
У 1979 році стала одним з двох перших жінок-адвокатів у Бахрейні і створила свою юридичну фірму. З 1997 по 1999 рік була заступником голови Міжнародної асоціації юристів (IBA). Вона є також юридичним радником королівського двору Бахрейну.
З 1999 по 2004 рік працювала послом у Франції, Бельгії, Швейцарії і Іспанії. 12 вересня 2006 року обрана головою 61-ї сесії Генеральної Асамблеї ООН.

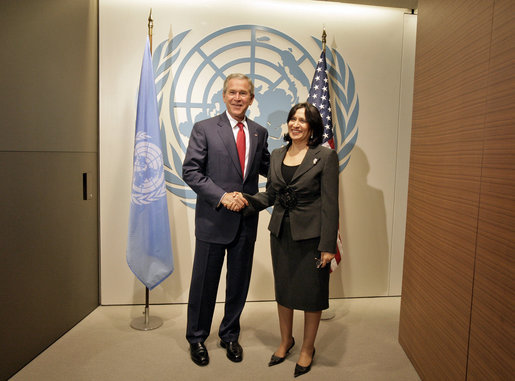
Джордж Буш і Хайя Рашид аль-Халіфа, 19 вересня 2006 року на Генеральній Асамблеї ООН в Нью-Йорці.